# San Martin (Recife)
San Martin é um bairro da cidade brasileira do Recife, estado de Pernambuco.
Integra a 5ª Região Político-Administrativa do Recife (RPA-5), a sudoeste da cidade. Está localizado entre Bongi, Prado, Cordeiro, Torrões, Curado, Jardim São Paulo, Mangueira e Mustardinha.
Seu nome deve-se à via que corta o bairro, a avenida General San Martín, em homenagem a José de San Martín, militar sul-americano que lutou pela independência de Argentina, Chile e Peru.

## História
A área hoje pertencente ao bairro era uma Mata atlântica com alguns sítios, como Sítio do Souza, Sítio do Paiva e Sítio do Boa Idéia.
Em 1960, foi construída a Avenida General San Martin, que demandou a construção de residências e edifícios institucionais, tais como a Sede da Chesf, com sua sub-estação, o IPA (Instituto de Pesquisas Agronômicas) e o Regimento Dias Cardoso.

## Comunidades do Bairro San Martin
- Vietnã [4]
- Caxito
- Cobal
- Espanha

## Demografia
- Área territorial: 202 ha.
- População: 25.414 habitantes [Nota 2][1]
  - Masculina:11.584
  - Feminina: 13.830
- Densidade demográfica: 125,44 hab./ha.

## Educação
No bairro encontram-se as seguintes instituições educacionais:
Municipal
- Creche Municipal Futuro do Amanhã
- Escola Educador Paulo Freire
- Escola Municipal Antônio Farias Filho
- Escola Municipal General San Martin
- Escola Municipal Hugo Gerdau
- Escola Municipal Professor Potiguar Matos
- Escola Presidente Arthur da Costa e Silva
- Escola de Referência em Ensino Médio Professora Helena Pugó [3]

Particular
- Centro comum Semente de um Novo Mundo [5]
- Clube de Mães Futuro do Amanhã de San Martin
- Doce Criança Escola de Educação Infantil
- Educandário Doce Infância [Nota 3]
- Educandário São Pedro [Nota 3]
- Educandário Torres [Nota 3]
- Escola Adventista de San Martin [5][6]
- Escola dos Anjos [5]
- Escola Bem me Quer [5]
- Escola Nossa Senhora da Piedade
- Escola Novo Contato [Nota 3]
- Instituto Cinderela [5]
- Instituto Educacional São Sebastião [5]
- Universidade Estácio de Sá - Polo Distrito San Martin[7]

## Saúde
O bairro é provido das seguintes instituições de saúde:
- Help Med San Martin
- Instituto de Saúde do Recife - San Martin [9]
- Unidade de Saúde da Família de San Martin [3]
- Unidade de Saúde da Família Mangueira I

## Templos religiosos
Templos religiosos em San Martin:
- Igreja Batista em San Martin [10]
- Igreja Episcopal Carismática do Brasil
- Igreja da Graça de Deus
- Igreja Universal do Reino de Deus
- Igreja Metodista em San Martin [11]
- Igreja Nossa Senhora de Fátima [12][13]
- Igreja Pentecostal Vidas com Cristo
- Igreja Presbiteriana de San Martin [14]
- Matriz de San Martin [15]
- Paróquia Bongi

## Associação comunitária
Associação dos Moradores do Bairro de San Martin 